# 科阿韋拉角龍屬

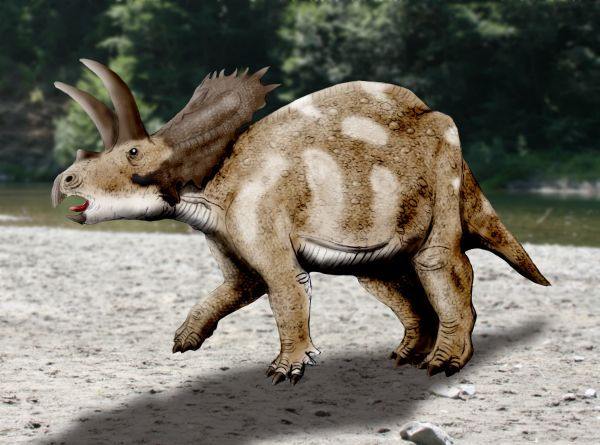
復原圖

科阿韋拉角龍屬（屬名：Coahuilaceratops）意為「科阿韋拉的有角面孔」，是角龍亞目恐龍的一屬，屬於角龍科的開角龍亞科，是種草食性恐龍。
正模標本（編號CPC 276）是一個成年個體的部分身體骨骼、以及頭顱骨的碎片。另一個標本（編號CPS 277）則可能是個幼年個體標本。兩個化石都發現於墨西哥科阿韋拉州的Cerro del Pueblo組地層，年代為白堊紀晚期（坎潘階），約7,200萬年前。
模式種是C. magnacuernus，是在2008年首次出現於科學文獻，當時是個無資格名稱。直到2010年，Mark A. Loewen等人做出詳細描述、正式命名，才具有學術上的有效性。雖然化石很不完整，科阿韋拉角龍的額角被估計約1.2公尺長，如果屬實，將是角龍類恐龍中的最大型額角。